# Église Saint-Martin de Joncourt
L'église Saint-Martin de Joncourt est une église située à Joncourt, en France.

## Localisation
L'église est située sur la commune de Joncourt, dans le département de l'Aisne.